# Whole Lotta Rosie
Whole Lotta Rosie is een nummer van de Australische hardrockband AC/DC uit 1978. Het is het achtste nummer op het album Let There Be Rock, dat werd uitgebracht in maart 1977. Het is geschreven door Angus Young, Malcolm Young en Bon Scott. Het nummer is uitgegroeid tot een klassieker en doet het nog altijd goed in toplijsten, zoals de NPO Radio 2 Top 2000.
Het nummer, met name de riff van het lied, is grotendeels gelijk aan Dirty Eyes, opgenomen in 1976 maar pas in 1997 uitgebracht op het album Volts.
De single-uitvoering die in 1978 werd uitgebracht is aanmerkelijk korter dan de versie op het album. Een groot deel van de gitaarsolo en het karakteristieke gitaar-bandduel dat de song zo herkenbaar maakt is voor de single-versie uit het nummer weggelaten.
De plaat werd wereldwijd een grote hit. In Nederland werd de plaat op  zaterdag 3 juni 1978 verkozen tot de 376e Troetelschijf van de week op Hilversum 3 en werd zodoende een grote hit. De plaat bereikte de 3e positie in de  Nederlandse Top 40, de 5e positie in de Nationale Hitparade en 4e positie in de TROS Top 50. In de Europese hitlijst op Hilversum 3, de TROS Europarade, werd de 10e positie bereikt.
In België bereikte de single met een 12e positie alleen de Vlaamse Ultratop 50.

## Rosie
De "Rosie" die in dit nummer wordt bezongen is de voornaam van een nogal omvangrijke groupie waar zanger Bon Scott volgens Angus Young een one-night stand mee zou hebben gehad na een optreden in Melbourne.

## Hitnoteringen

### Nederlandse Top 40
| Whole Lotta Rosie in de Nederlandse Top 40 – binnen 17-06-1978 | Whole Lotta Rosie in de Nederlandse Top 40 – binnen 17-06-1978 | Whole Lotta Rosie in de Nederlandse Top 40 – binnen 17-06-1978 | Whole Lotta Rosie in de Nederlandse Top 40 – binnen 17-06-1978 | Whole Lotta Rosie in de Nederlandse Top 40 – binnen 17-06-1978 | Whole Lotta Rosie in de Nederlandse Top 40 – binnen 17-06-1978 | Whole Lotta Rosie in de Nederlandse Top 40 – binnen 17-06-1978 | Whole Lotta Rosie in de Nederlandse Top 40 – binnen 17-06-1978 | Whole Lotta Rosie in de Nederlandse Top 40 – binnen 17-06-1978 | Whole Lotta Rosie in de Nederlandse Top 40 – binnen 17-06-1978 | Whole Lotta Rosie in de Nederlandse Top 40 – binnen 17-06-1978 | Whole Lotta Rosie in de Nederlandse Top 40 – binnen 17-06-1978 | Whole Lotta Rosie in de Nederlandse Top 40 – binnen 17-06-1978 | Whole Lotta Rosie in de Nederlandse Top 40 – binnen 17-06-1978 | Whole Lotta Rosie in de Nederlandse Top 40 – binnen 17-06-1978 |
| Week                                                           | 1                                                              | 2                                                              | 3                                                              | 4                                                              | 5                                                              | 6                                                              | 7                                                              | 8                                                              | 9                                                              | 10                                                             | 11                                                             | 12                                                             | 13                                                             |                                                                |
| -------------------------------------------------------------- | -------------------------------------------------------------- | -------------------------------------------------------------- | -------------------------------------------------------------- | -------------------------------------------------------------- | -------------------------------------------------------------- | -------------------------------------------------------------- | -------------------------------------------------------------- | -------------------------------------------------------------- | -------------------------------------------------------------- | -------------------------------------------------------------- | -------------------------------------------------------------- | -------------------------------------------------------------- | -------------------------------------------------------------- | -------------------------------------------------------------- |
| Nummer                                                         | 22                                                             | 9                                                              | 7                                                              | 4                                                              | 3                                                              | 4                                                              | 8                                                              | 12                                                             | 14                                                             | 16                                                             | 25                                                             | 35                                                             | 37                                                             | uit                                                            |

### Nationale Hitparade
Hitnotering: 24-06-1978 t/m 23-09-1978. Hoogste notering: #5.

### TROS Top 50
Hitnotering: 08-06-1978 t/m 21-09-1978. Hoogste notering: #4.

### TROS Europarade
Hitnotering: 08-07-1978 t/m 12-08-1978. Hoogste notering: #9 (1 week).

### NPO Radio 2 Top 2000
| Nummer met noteringen in de NPO Radio 2 Top 2000 | '99 | '00 | '01 | '02 | '03 | '04 | '05 | '06 | '07 | '08 | '09 | '10 | '11 | '12 | '13 | '14 | '15 | '16 | '17 | '18 | '19 | '20 | '21 | '22 | '23 | '24 |
| ------------------------------------------------ | --- | --- | --- | --- | --- | --- | --- | --- | --- | --- | --- | --- | --- | --- | --- | --- | --- | --- | --- | --- | --- | --- | --- | --- | --- | --- |
| Whole Lotta Rosie                                | 53  | 29  | 15  | 13  | 19  | 17  | 21  | 33  | 12  | 18  | 17  | 28  | 34  | 45  | 64  | 43  | 53  | 73  | 59  | 73  | 81  | 91  | 107 | 100 | 112 | 118 |

1. ↑  Een vetgedrukt getal geeft de hoogste notering aan.